# ماثيو عثمان
ماثيو عثمان (بالإنجليزية: Matthew Osman)‏ (29 يوليو 1983 بسيدني في أستراليا - ) هو لاعب كرة قدم ماليزي وأسترالي في مركز الوسط. لعب مع سنترال كوست مارينرز وغولد كوست يونايتد وكوينزلاند ليونز وNorth West Sydney Spirit FC ‏ وManly United FC ‏ ونادي باراماتا ‏ وPenrith Nepean United FC ‏.

## وصلات خارجية
- ماثيو عثمان على موقع قاعدة بيانات كرة القدم.إي يو (الإنجليزية)
- ماثيو عثمان على موقع Soccerway.com (الإنجليزية)